# Phyllodocidae
Famille
Les Phyllodocidae sont une famille de vers marins polychètes de l'ordre des Phyllodocida.

## Liste des genres
Selon World Register of Marine Species (6 janvier 2019) :
- Austrophyllum Bergström, 1914
- Chaetoparia Malmgren, 1867
- Clavadoce Hartman, 1936
- Eteone Savigny, 1822
- Eulalia Savigny, 1822
- Eumida Malmgren, 1865
- Galapagomystides Blake, 1985
- Hesionura Hartmann-Schröder, 1958
- Hypereteone Bergström, 1914
- Levisettius Thompson, 1979 †
- Lugia Quatrefages, 1866
- Mysta Malmgren, 1865
- Mystides Théel, 1879
- Nereiphylla Blainville, 1828
- Notophyllum Örsted, 1843
- Paranaitis Southern, 1914
- Phyllodoce Lamarck, 1818
- Protomystides Czerniavsky, 1882
- Pseudomystides Bergström, 1914
- Pterocirrus Claparède, 1868
- Sige Malmgren, 1865

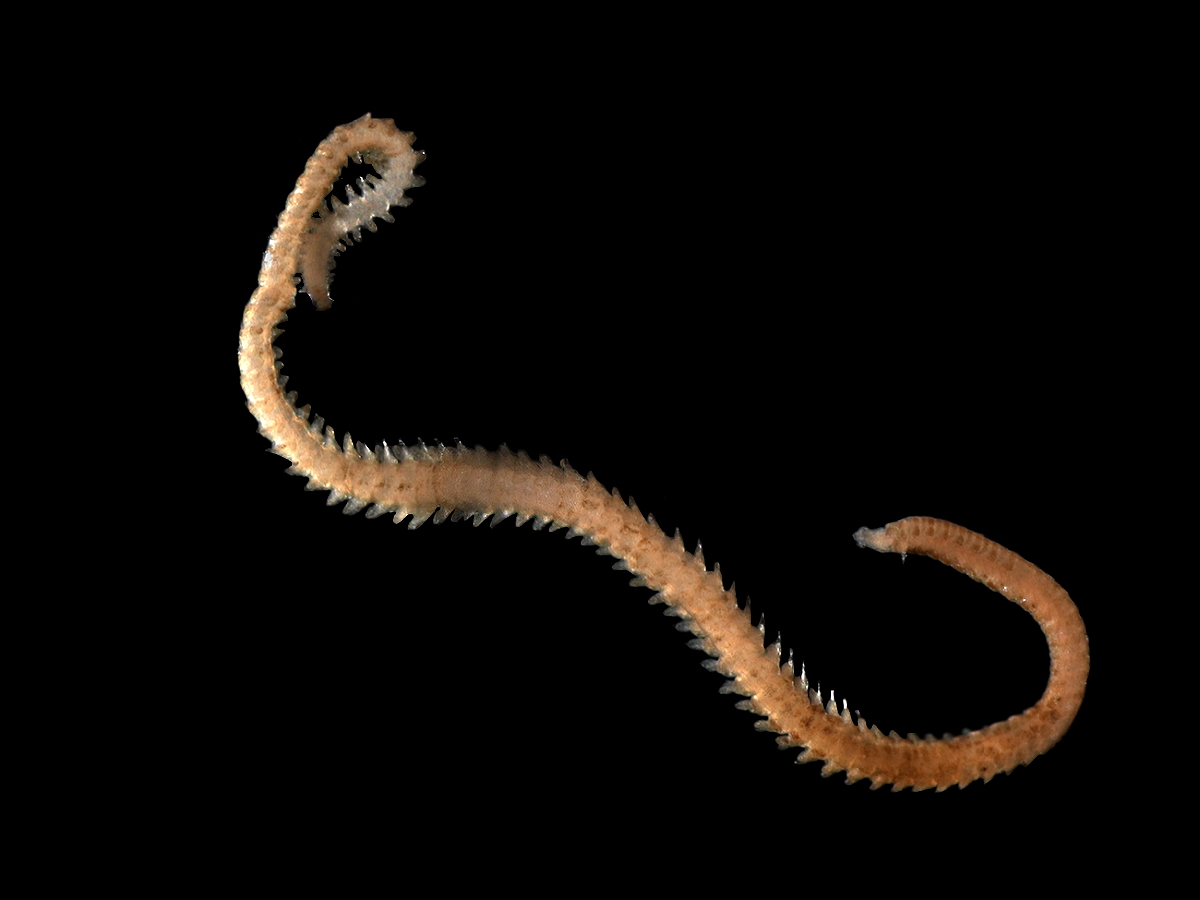
Eteone longa.
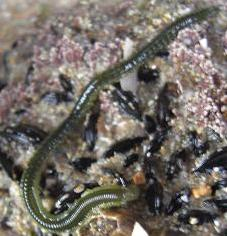
Eulalia viridis.
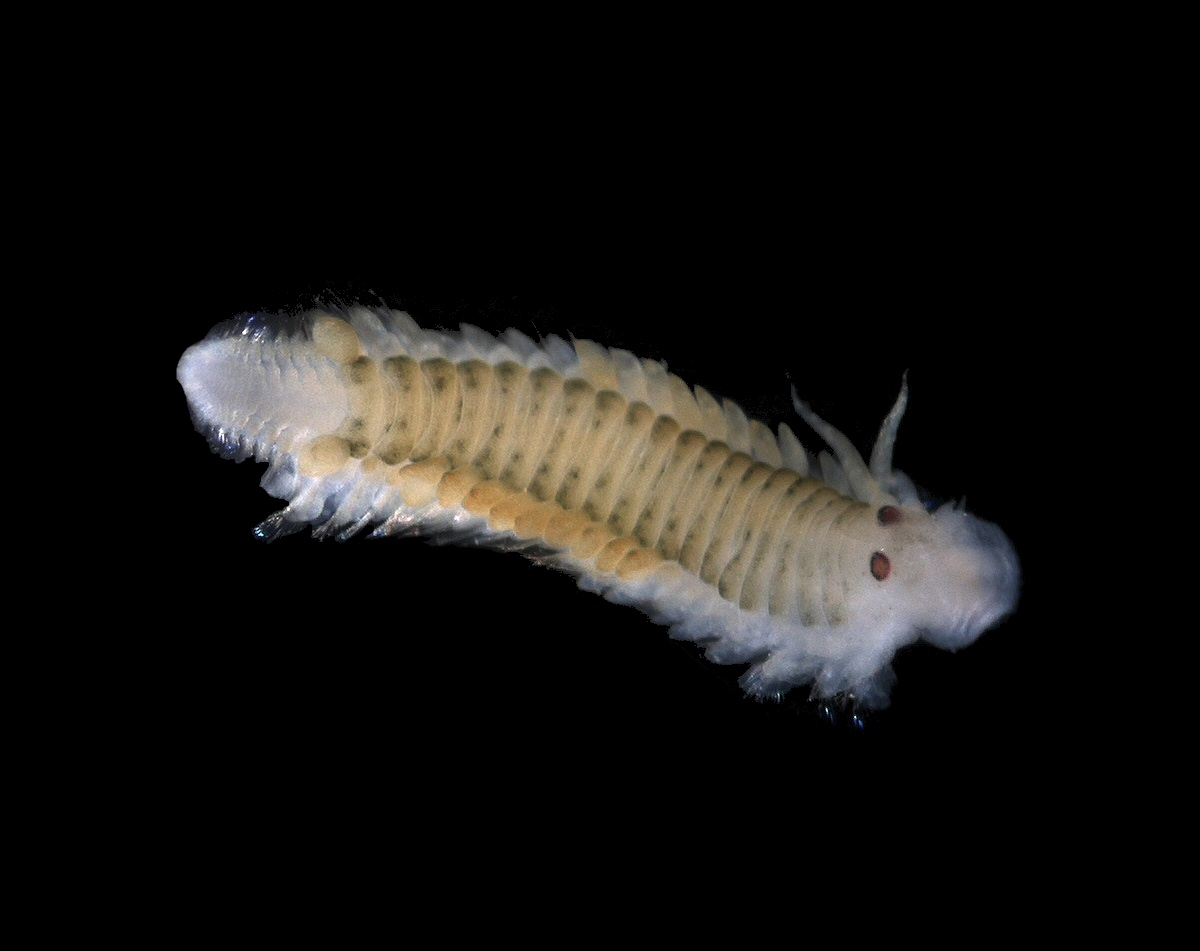
Eumida sanguinea.
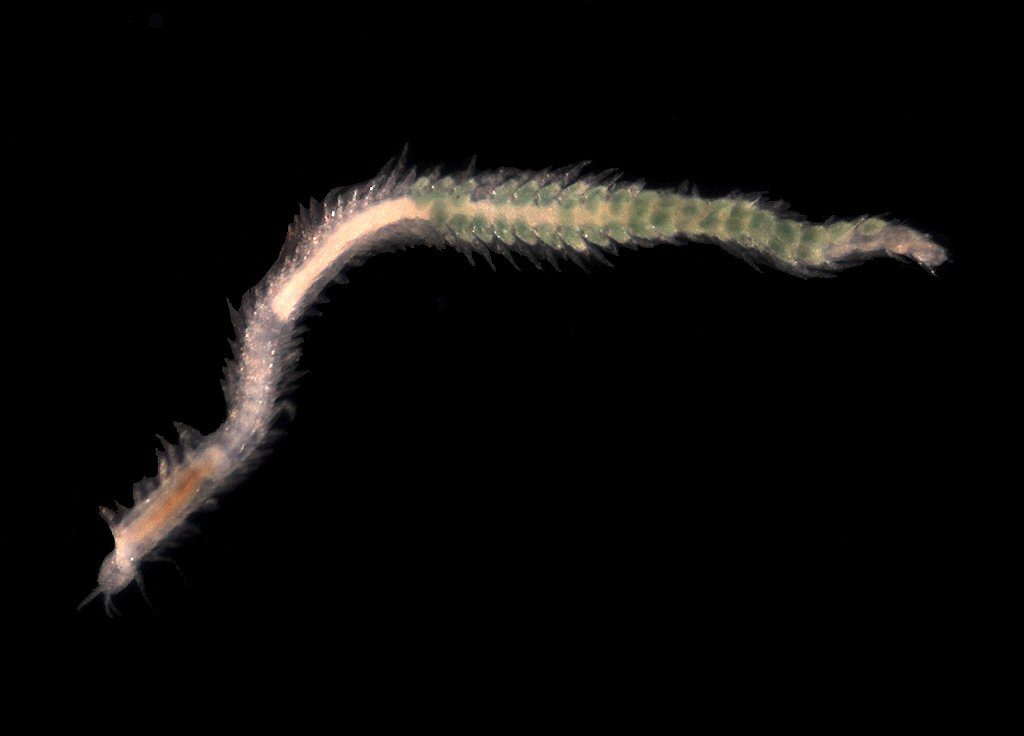
Hesionura elongata.
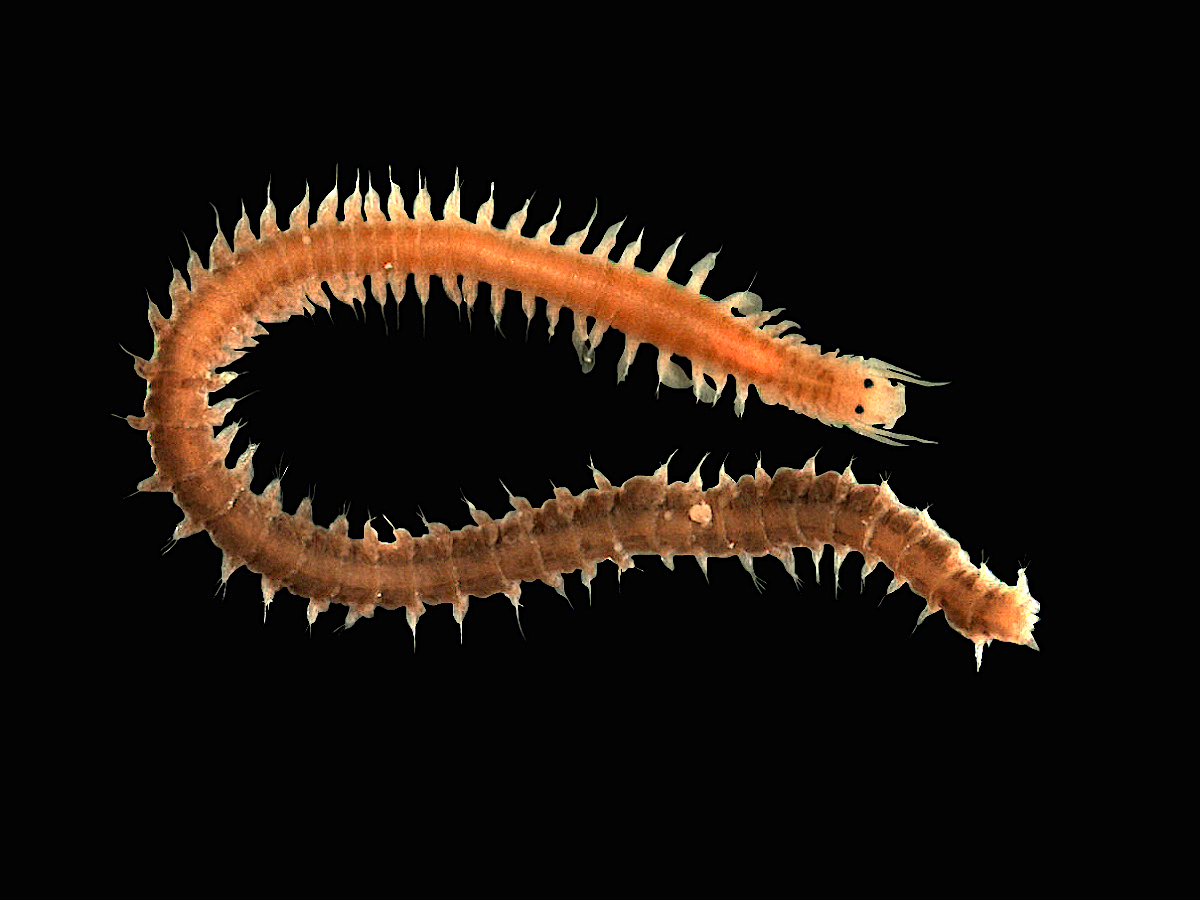
Phyllodoce rosea.
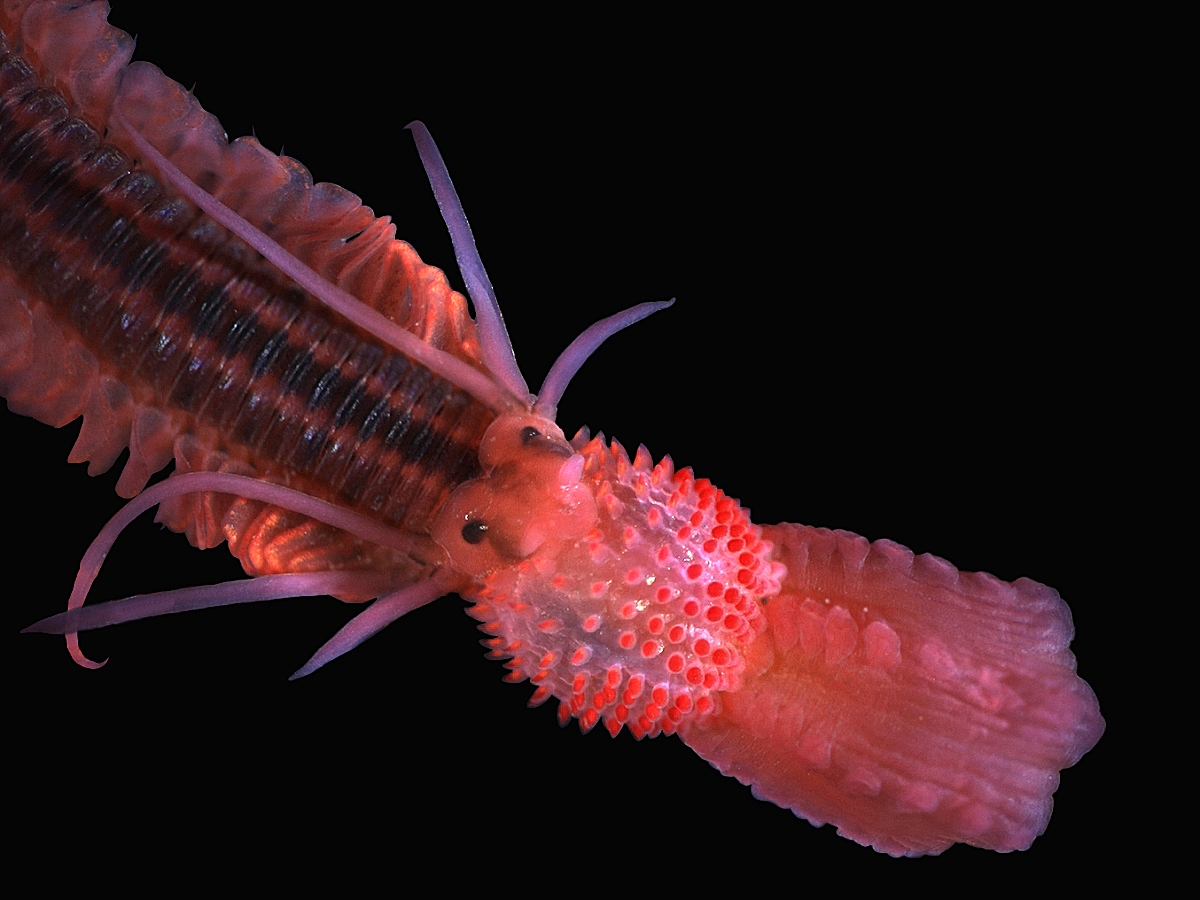
Phyllodoce lineata avec son appareil buccal déployé.